# Yamaha V9938

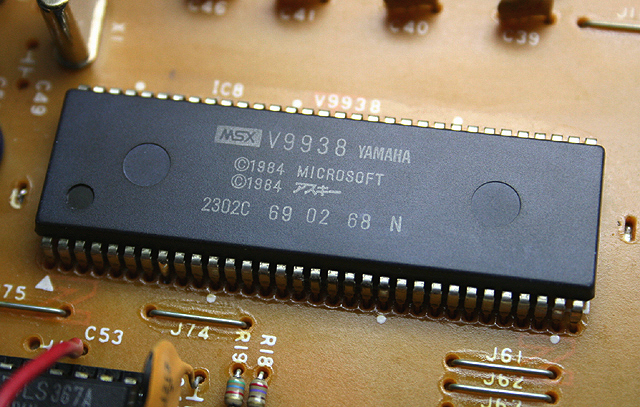
Le Yamaha V9938 dans un MSX 2

Le Yamaha V9938 est un processeur d'affichage vidéo (en Anglais VDP, pour Video Display Processor) utilisé dans le MSX 2, ainsi que dans le Geneve 9640, un clone amélioré du TI-99/4A.
Le Yamaha V9938, aussi connu sous le nom de "MSX-Video", est le successeur du Texas Instruments TMS9918 (utilisé dans le MSX1 ainsi que diverses autres machines). Le Yamaha V9958 lui succède.

## Caractéristiques
- VRAM: 16 à 192 KB
- Modes texte: 80 x 24, 40 x 24 et 32 x 24
- Résolution: 512 x 212 (16 couleurs parmi 512), 256 x 212 (16 couleurs parmi 512) et 256 x 212 (256 couleurs)
- Sprites: 32, en 16 couleurs, maximum 8 par ligne horizontale
- Accélération matérielle pour la copie, traçage de ligne, remplissage, ... (avec ou sans opérations logiques)
- Entrelacement pour doubler la résolution verticale
- Registre pour le scrolling vertical

### Caractéristiques détaillées
- VRAM: 4 configurations possibles
  - 16 kB (les modes G6 et G7 ne seront plus disponibles)
  - 64 kB (les modes G6 et G7 ne seront plus disponibles)
  - 128 kB: Configuration la plus commune
  - 192 kB, où 64 kB est de la VRAM étendue (uniquement disponible en tant que Framebuffer pour les modes G4 et G5)
- Fréquence d'horloge: 21 MHz
- Fréquence de la sortie vidéo: 15 kHz
- Sprites: 32, 16 couleurs (1 par ligne. 3, 7 or 15 couleurs/ligne en utilisant l'attribut CC), maximum 8 par ligne horizontale
- Accélération matérielle, pour la copie, traçage de ligne, remplissage, ... (avec ou sans opérations logiques)
- Registre pour le scrolling vertical
- Capable de surimpression et de numérisation
- Support de la connexion d'un crayon optique et d'une souris
- Résolution:
  - Horizontale: 256 ou 512
  - Verticale: 192p, 212p, 384i ou 424i
- Modes de couleur:
  - Palette RGB: 16 couleurs parmi 512
  - RGB fixe: 256 couleurs
- Modes d'affichages
  - Modes texte:
    - T1: 40 × 24 avec 2 couleurs (parmi 512)
    - T2: 80 × 24 avec 4 couleurs (parmi 512)
    - Tous les modes texte peuvent également avoir 26.5 lignes.

  - Modes pattern
    - G1: 256 × 192 avec 16 couleurs sur palette et 1 table de 8×8 patterns
    - G2: 256 × 192 avec 16 couleurs sur palette et 3 tables de 8×8 patterns
    - G3: 256 × 192 avec 16 couleurs sur palette et 3 tables de 8×8 patterns
    - MC: 64 × 48 avec 16 couleurs sur palette et 8×2 patterns
    - Tous les modes avec 192 lignes peuvent également avoir 212 lignes

  - Modes Bitmap:
    - G4: 256 × 212 avec 16 couleurs sur palette
    - G5: 512 × 212 avec 4 couleurs sur palette
    - G6: 512 × 212 avec 16 couleurs sur palette
    - G7: 256 × 212 avec 256 couleurs
    - Tous les modes avec 212 lignes peuvent également avoir 192 lignes
    - Toutes les résolutions verticales peuvent être doublées par interlacement

## Terminologie spécifique au MSX
Sur le MSX, les modes d'affichage sont souvent référencés par leur numéro assigné en MSX-Basic. La correspondance est la suivante :
| Mode en Basic       | mode sur le VDP | MSX   |
| ------------------- | --------------- | ----- |
| Screen 0 (width 40) | T1              | MSX 1 |
| Screen 0 (width 80) | T2              | MSX 2 |
| Screen 1            | G1              | MSX 1 |
| Screen 2            | G2              | MSX 1 |
| Screen 3            | MC              | MSX 1 |
| Screen 4            | G3              | MSX 2 |
| Screen 5            | G4              | MSX 2 |
| Screen 6            | G5              | MSX 2 |
| Screen 7            | G6              | MSX 2 |
| Screen 8            | G7              | MSX 2 |